# Опсада Бушена
Опсада Бушена одиграла се између 5. августа и 12. септембра 1711. године током Рата за шпанско наслеђе. Успешна опсада Бушена била је последња велика победа Џона Черчила, првог војводе од Молбороа. Молборо се успешно пробио кроз француске одбрамбрене линије и заузео је Бушен након 34 дана опсаде. Савезницима је био отворен пут ка Паризу. 